# 김훈 (화가)
김훈(1924년 ~ 2013년)은 대한민국의 화가이다. 1924년 중국에서 출생했으며, 2013년 폐렴으로 세상을 떠났다.

## 약력
- 1924 중국출생, 호는 송암
- 1941 동경 일본미술학교 서양화 전공
- 2002 예술원 우수작가 선정

## 수상
- 1993 살롱 도똔느
- 1992 모나코 국제전 Prix de la Société Eja
- 1965 Marry Washington Annual Exhibition of Modern Art 대

## 전시회

### 개인전
- 2003 가나 아트센터, 서울
- 1998 Galerie Guenegaud, 파리, 프랑스
- 1996 가나 화랑, 서울
- 1994 가나 화랑, 서울
- 1989 심슨 갤러리, LA, 미국
- 1986 조선 화랑, 서울
- 1984 아오키 화랑, 미야자키, 일본
- 1979 조선 화랑, 서울
- 1969 일본 니가타, 일본
- 1966 Michou 화랑, 뉴욕, 미국
- 1964 Michou 화랑, 뉴욕, 미국
- 1962 Michou 화랑, 뉴욕, 미국
- 1961 Michou 화랑, 뉴욕, 미국
- 1960 도미 기념전 신세계 미술관
- 1950 제2회 개인전 미국 공보관 U.S.I.S, 서울
- 1949 제1회 개인전 미국 공보관 U.S.I.S, 서울

### 단체전
- 1999 한국현대판화가협회 30주년전 예술의전당, 서울
- 1992 모나코 국제전 출품
- 1992 독일 Art Frankfurt 출품, 독일
- 1986 이화여자고등학교 창립 100주년 기념 초대 출품
- 1980 중앙일보 미술대전 초대 출품 덕수궁 미술관
- 1968 한국 현대회화전 국립근대미술관, 동경, 일본
- 1967 제2회 한국회화 10인전 신세계 미술관
- 1963 6인전 Michou 화랑, 뉴욕, 미국
- 1958 중앙공보관 주최 10인전 중앙공보관
- 1957 한국 현대작가전 초대 출품 월드하우스 갤러리, 뉴욕, 미국
- 1954~1956 조선일보사 주최 현대작가전 초대 출품
- 1952 하와이 국립도서관 초대전 하와이 국립도서관, 호놀룰루, 미국
- 1951~1952 하와이대학 초대전 하와이대학교, 호놀룰루, 미국
- 1951 제1회 후반기전 : 김훈, 권옥연, 문신, 이준, 부산